# Zodiac (videogioco 1984)
Zodiac è un videogioco sparatutto pubblicato nel 1984 per Commodore 64 e nel 1985 per Commodore 16 dalla Anirog Software. Il gioco si svolge in un labirinto multischermo infestato da demoni e venne spesso considerato un'imitazione di Shamus.

## Modalità di gioco
Si controlla un omino con cappello da cowboy che deve esplorare un labirinto multischermo definito dal manuale come i "corridoi del tempo". La visuale è in pianta, ma con il personaggio mostrato frontalmente. Ogni schermata può essere collegata alle altre da aperture sui quattro lati e può rappresentare un corridoio, con eventuale incrocio, oppure una stanza a tutto schermo con sottili pareti divisorie. Il manuale dichiara che in tutto ci sono quasi 400 possibili schermate.
Il personaggio può camminare e sparare proiettili magici in tutte le direzioni. Può sparare solo quando è in movimento, perciò per attaccare un nemico è necessario avanzare verso di esso.
In ogni schermata si incontra un gruppo di nemici di tre tipi differenti (Jessor, Jukul e Jufo, simili a mostricciattoli o oggetti indefiniti), tutti con lo stesso comportamento. Inseguono sempre il personaggio del giocatore, avanzando lentamente a piccoli scatti. I nemici eliminati vengono completamente rigenerati quando si esce e rientra in una schermata. Il contatto con un nemico o con una qualsiasi parete fa perdere una vita; in quei momenti l'omino scompare e rimane solo il cappello che cade fluttuando. Si possono vincere vite extra combattendo.
L'obiettivo del gioco è raccogliere i simboli dei segni zodiacali che si trovano in alcune delle schermate. Ogni segno è presente in più schermate, ma i doppioni sono utili solo per il punteggio. Una volta raccolti tutti i 12 tipi di segni si accede direttamente a una stanza finale senza pareti divisorie. Qui ricompaiono un po' alla volta tutti i segni, che vagano per lo schermo e devono essere presi al volo e portati in un'area al centro della stanza. I nemici sono di un nuovo tipo (Jemon, simili a facce mostruose), inseguono il personaggio e sono indistruttibili.
Dal menù iniziale sono impostabili quattro velocità di gioco.
Alcune riviste segnalarono la presenza di un baco, almeno nella versione Commodore 64: può capitare che quando si cambia schermata si compaia erroneamente sulla parete, perdendo una vita.